# Театр імпровізації
Театр імпровізації — вид театру, спектаклі якого створюються методом імпровізації.
Театри імпровізації були відомі в народному середовищі вже у V ст. до н. е. На відміну від драматичних постанов, які мали пророблений сценарій і грали в спеціально призначених для вистави місцях, вуличні виступи розігрувалися акторами без попередньої підготовки і мали лише загальну, як правило комічну і злободенну спрямованість. Одним з прикладів такого театру може служити мім, який лише понад сто років тому отримав літературне втілення.
Традиції античного театру були успадковані театром імпровізації середньовіччя, зокрема, комедією масок. Зживши себе до XIX століття, цей жанр пережив відродження в епоху модернізму: до театру імпровізації як складової частини синтетичного театру зверталися Всеволод Мейєрхольд і Євген Вахтангов, мистецтво імпровізації розвивали Жак Копо і Жан-Луї Барро.

## Потреба в імпровізаційному театрі
Заняття імпровізацією - невід'ємна частина розвитку актора.  Вони розвивають уяву, пам'ять, уважність на слова і емоції, мову тіла, самоконтроль, швидкість реакції і все інше.  Імпровізацією займаються тисячі людей по всьому світу, як для професійного, так і для особистого розвитку.
Заняття в імпротеатрі служать становленню та розвитку багатьох аспектів особистості:
• знайомство з літературними творами і персонажами
• розуміння психології характерів і вчинків героїв
• розвиток мовних навичок, риторика
• навички акторської майстерності, перевтілення, імпровізації
• подолання страху публічних виступів, скутості і затискачів
• саморозкриття і реалізація, робота з образним мисленням
• навички спільної творчості
• утримання і розподіл уваги

## Правила імпровізації
1. Завжди говори: «ТАК»
Згода – витік імпровізації.  Приймайте будь-яку інформацію, обігруйте, привносіть нову, включайтесь у гру сміливіше.  «Та й ...» - універсальний ключ.  Приймайте, додавайте і уточнюйте.  «Так» - вічний двигун.  Складайте вашу історію разом.
2. Тут і зараз
Будьте в моменті.  Внутрішній фокус варто направляти на те, що відбувається з вами і партнером тут і зараз.  Сцена ґрунтується на тому, чим живуть герої.  Проживайте і концентруйтеся.
3.  Час і проблема
На самому початку визначитеся, де і коли все відбувається.  Позначте «проблему»: що, з якої причини, навіщо, чому це важливо для героїв і т.д.  Обставини задають тон, допомагають «рухати» сюжет. Пам'ятайте про характер вашого персонажа і дійте відповідно.
4. Взаємодія на максимум
Давайте інформацію партнеру, допомагайте один одному.  Зациклюватися на собі не варто.  Імпровізація будується на безперервній взаємодії. Слухайте і відповідайте.  Слова і жести дають імпульс історії. Реагуйте яскраво; емоційна віддача важлива, як ніколи.  Слідкуйте за тим, що і як сказав партнер.  Будьте уважні, чуйні і ініціативні.
5. «Тіло» історії
Словом, і справою.  Цілком включайтеся: жестикулюйте, задійте голос, міміку, міняйте інтонацію, як рукавички, якщо вимагає серце і сюжет.  Будьте рухливі, тіло - інструмент і ваш вірний помічник на сцені.
6. Уявні предмети
Заповнюйте простір.  Меблі, предмети побуту і гардероба – що завгодно. Створюйте декорації і пам'ятайте про ті, які малює партнер.  Тримайте в голові те, що позначили, від імен до предметів в імпровізованій кімнаті.  Почувайтесь як удома.  Будьте впевнені: історія в ваших руках.
7. Імпровізуйте з задоволенням
Полюбіть те, що створюєте на сцені.  Тут ви ніколи не помилитесь, тут вам завжди скажуть «так», все стане в пригоді і ніколи не буде пізно. Оцінки залиште шкільним щоденникам - будьте вільні.

## Тренувалні вправи

#### Вправи на розминку
1. Очманілі вісімки
Всі встають в коло і починають махати руками і ногами.  Махають в суворій послідовності: права рука, ліва рука, права нога, ліва нога та повороти стегнами. Спочатку 8 разів, потім 4,2,1.
2. Чи правда?
Всі починають ходити по нециклічній траєкторії і показувати пальцями на предмети, називаюч иїх.
3. Брехня
Всі починають ходити по нециклічній траєкторії і показувати пальцями на предмети, не називаючи їх, а кажучи інші речі. Головне, щоб в словах не було асоціативного ряду.
4. Емоції
Кожен загадує емоцію і показує її, а інші повинні відгадати цю емоцію.  Гравці грають емоції по колу.

#### Вправи на розвиток імпровізації
1. Продовження
Вибираються 2 учасника і починають грати сцену, абсолютно будь-яку. Потім один з учасників, котрий не грає в сцені, говорить: «Стоп!», і обидва гравці зупиняються.  Учасник, який сказав «Стоп!», замінює одного з гравців, і сцена триває, але вона повинна бути кардинально не схожою на попередню.
На сцені можуть грати більше 2 осіб.
Той, хто сказав «Стоп!» повинен почати сцену з такої ж позиції, якою вона і була.
2. Алфавіт
Беруть участь від 2 і більше людей.
Учасники вибирають будь-яку сцену.  Ведучий починає говорити літери.  Гравці повинні почати репліку з цієї літери. Ведучий в будь-який момент може зупинити одного з учасників.
3. Новий вибір
Ви вибираєте один параметр з віку, статусу й статі.
Потім 3 або більше грають сцену, враховуючи задані параметри глядачів.
Ведучий може на будь-якій фразі сказати "Новий вибір!" і гравець повинен повністю поміняти репліку.
4. Вгадай
Три людини виходять з кімнати і загадують один одному параметри.
Решта повинні придумати сцену.  Гравці заходять в кімнату і запитують сцену.
Вони повинні її зіграти і інші повинні відгадати всі їх параметри.
5. Паровоз
Всі бажаючі грати встають в ряд, один за одним дивлячись в одну потилицю.
Перший учасник загадує слово.  Повертається і показує без слів, загадане.  Це повинен бути іменник. І так далі.  Усі повинні показати слово, яке вони зрозуміли, по-іншому. Учасники повинні показувати все максимально доступно, щоб всі зрозуміли те слово, яке загадували спочатку.  В кінці останній гравець повинен назвати слово. Якщо воно правильне, то всі молодці, якщо ні, то шукають того, хто не правильно зрозумів і всіх заплутав.

## Стародавні театри імпровізації
- Мім — V століття до н. е., Греція.
- Ателлана — II століття до н. е., Кампанья.
- Комедія дель арте — XVI—XVIII століття, Італія.